# Boberg, Säters kommun
Boberg är en bebyggelse norr om Dalälven i Gustafs socken i Säters kommun. Mellan 2015 och 2023 avgränsade SCB här en småort.